# Ruth Maria Kubitschek
Ruth Maria Kubitschek (2. srpna 1931 Chomutov – 1. června 2024 Švýcarsko) byla německo-švýcarská herečka, dabérka a spisovatelka, narozená v Československu.

## Životopis
Její otec byl ředitelem uhelného dolu v severních Čechách. Od čtyř let chtěla být herečkou. Po ukončení druhé světové války uprchla rodina do Köthenu v sovětské okupační zóně Německa. Po vzniku NDR studovala herectví ve Výmaru a Halle, kde debutovala v Brechtově hře Herr Puntila und sein Knecht Matti (Pan Puntila a jeho sluha Matti). V roce 1953 se poprvé objevila na filmovém plátně v DEFou produkovaném Das kleine und das große Glück. Po třech letech v divadle hrála roku 1956 ve filmu Thomas Müntzer – Ein Film deutscher Geschichte. Film popisoval život a dílo faráře Thomase Müntzera na pozadí selské občanské války z roku 1519. Rok nato hrála v Der Fackelträger.
V roce 1959 emigrovala do NSR. Zde si brzy vybudovala popularitu hlavně díky TV seriálu Melissa, kde hrála v roce 1966 hlavní roli. S Ralfem Wolterem vytvořila ústřední dvojici v třináctidílném TV seriálu Ein Fall für Titus Bunge. Její další známé role byly v seriálech: Místo činu (1971) s Klausem Schwarzkopfem, Der Kommissar, v roce 1964 propůjčila hlas herečce Daliah Lavi ve westernu Old Shatterhand.
Ruth Maria Kubitschek má z rozvedeného manželství s Götzem Friedrichem syna Alexandra (* 1957). V letech 1976 až 2016 žila s televizním producentem Wolfgangem Rademannem (1934–2016) v blízkosti Bodamského jezera ve Švýcarsku. Kromě herectví jí nakladatelé vydali dvanáct knih. Jejím posledním filmem byla Frau Ella, za který byla herečka oceněna cenou Jupiter (cena časopisu Cinema) v kategorii nejlepší německá herečka.

## Filmografie
výběr
- 1960: Mlčící hvězda
- 1964: Old Shatterhand
- 1971: Tatort - Blechschaden
- 1972: A déšť smyje každou stopu
- 1984: Podoba čistě náhodná
- 1995: Léto u moře
- 2003: Děti na stesk
- 2004: Loď snů - Austrálie
- 2004: Inga Lindström: Kouzlo lásky
- 2004: Hotel snů: Thajsko
- 2004: Hotel snů: Mauritius
- 2005: Matky mého muže
- 2005: Hotel snů: Mexiko
- 2005: Hotel snů: Bali
- 2005: Doktor na Capri
- 2010: Nečekaná naděje
- 2011: Rosamunde Pilcherová: Ve víně je láska
- 2011: Loď snů - New York
- 2011: Cinderella
- 2013: Frau Ella

## Ocenění
výběr
- 1984: Bambi
- 2004: Záslužný řád Spolkové republiky Německo I. třídy
- 2010: Bavorský řád za zásluhy
- 2011: Bambi
- 2013: Bayerischer Fernsehpreis
- 2014: Jupiter, v kategorii nejlepší německá herečka